# Thomas Palmer
Thomas Palmer (Wagga Wagga, 28 juni 1990) is een Australisch voormalig wielrenner. Hij kwam zijn hele carrière uit voor Drapac.
Palmer begon als baanwielrenner en werd bij de junioren onder meer wereldkampioen op de tijdrit over 1 kilometer en de koppelkoers.

## Belangrijkste overwinningen
2009
- 1e etappe Ronde van Okinawa

2010
- 1e etappe Ronde van Okinawa

2011
- 1e etappe Ronde van Okinawa

2012
- 4e etappe New Zealand Cycle Classic
- Ronde van Okinawa

2013
- 5e etappe New Zealand Cycle Classic

## Ploegen
- 2007-Drapac-Porsche Development Program
- 2008-Drapac-Porsche Development Program
- 2009-Drapac-Porsche Cycling
- 2010-Drapac-Porsche Cycling
- 2011-Drapac Cycling
- 2012-Drapac Cycling
- 2013-Drapac Cycling
- 2014-Drapac Professional Cycling

Bates · Braunsteins · Docker · D.Drapac · Grinter · Humbert · Irwyn · McDonald · Morton · Munro · O'Brien · Olman · Palmer · Shaw · Thuaux · Williams · Windsor
Bates · Braunsteins · Dempster · D.Drapac · Grinter · Humbert · Irwyn · Lewis · McDonald · Morton · O'Brien · Olman · Palmer · Pollock · Shaw · Thuaux · Williams · Windsor
P.Drapac · Lewis · McDonald · Morton · Norris · Othman · Palmer · Pell · M.Phelan · Pollock · Shaw
P.Drapac · Goesinnen · Grimsey · Lapthorne · Norris · Othman · Palmer · Pell · A.Phelan · M.Phelan · Pollock · Rusli · Semple · Shaw
Goesinnen · Hucker · Lapthorne · Norris · Palmer · A.Phelan · Pollock · Rudolph · Rusli · Semple · Shaw · Thompson · W.Walker
Davison · Goesinnen · Hucker · Lapthorne · McCauley · Palmer · A.Phelan · Rudolph · Rusli · B.Sulzberger · J.Walker · W.Walker
Anderson · Cantwell · Clarke · Crawford · Goesinnen · Hucker · Johnson · Kerby · Lapthorne · Meyer · Norris · Palmer · Phelan · Rudolph · W.Sulzberger · B.Sulzberger · Wippert · Canty (stagiair)